# Слаговищи
Слаговищи — деревня в Козельском районе Калужской области. Входит в состав Сельского поселения «Деревня Киреевское-Первое».
Расположено примерно в 13 км к юго-востоку от города Козельск.

## Население
На 2010 год население составляло 327 человек.